# Francisco de Rioja
Francisco de Rioja (n.1583, Sevilia, d. 1659, Madrid) a fost un poet spaniol. Rioja  a fost membru al inchiziției spaniole.